# Tibor Gécsek
Tibor Gécsek (Hungría, 22 de septiembre de 1964) fue un atleta húngaro, especializado en la prueba de lanzamiento de martillo en la que llegó a ser medallista de bronce mundial en 1993 y en 1995.

## Carrera deportiva
En el Mundial de Stuttgart 1993 ganó la medalla de bronce en el lanzamiento de martillo, con una marca de 79.54 metros, tras el tayiko Andrey Abduvaliyev y el bielorruso Igor Astapkovich.
Y dos años más tarde, en el Mundial de Gotemburgo 1995 ganó de nuevo el bronce, y de nuevo tras Andrey Abduvaliyev y Igor Astapkovich.